# Fitz-James
Fitz-James là một xã thuộc tỉnh Oise trong vùng Hauts-de-France tây bắc nước Pháp, đặt tên theo James FitzJames, công tước của Berwick.
Dân số năm 1999 là 2421 người.